# Ellerton (Shropshire)
Ellerton – osada w Anglii, w hrabstwie Shropshire. Leży 27 km na północny wschód od miasta Shrewsbury i 215 km na północny zachód od Londynu.